# جبرة
الجبرة أو العظمية (باللاتينية: Holosteum) جنس نباتي يتبع الفصيلة القرنفلية. يضم جنس الجبرة بضعة أنواع.

## من أنواعها وضروبها
- الجبرة خفيفة الصمغ (باللاتينية: Holosteum subglutinosum)
- الجبرة الخيمية (باللاتينية: Holosteum umbellatum) في بلاد الشام ومعظم مناطق أوروبا
- الجبرة الصمغية (باللاتينية: Holosteum glutinosum) أو (باللاتينية: Holosteum umbellatum subsp. glutinosum)
- الجبرة المتناثرة (باللاتينية: Holosteum sperguloides)
- الجبرة الهامشية (باللاتينية: Holosteum marginatum)